# Mahajanga I
Mahajanga I is een district van Madagaskar in de regio Boeny dat geheel bestaat uit de stad Mahajanga. Het district telt 209.052 inwoners (2011) en heeft een oppervlakte van 92 km², verdeeld over 1 gemeente.

## Demografie
| Jaar | Inwoneraantal |
| ---- | ------------- |
| 1993 | 106.526       |
| 2001 | 135.660       |
| 2011 | 209.052       |